# Хабеас корпус
Об акте 1679 г. см. Хабеас корпус акт
Хабе́ас ко́рпус (лат. habeas corpus) — институт английского уголовно-процессуального права, тесно связанный с принципом неприкосновенности личности; он также входит в правовые системы других стран англосаксонской правовой семьи. В соответствии с правилом хабеас корпус задержанный человек — или другой человек от его имени — может обратиться к суду с жалобой на произвольный арест или задержание и потребовать выдачи специального судебного приказа, предписывающего доставить задержанного в суд для проверки законности такого ареста или задержания.
Название habeas corpus (от habēre — «иметь» и corpus — «тело») является фрагментом латинской фразы habeas corpus ad subjiciendum, содержательно — «представь арестованного лично в суд». В странах романо-германской правовой семьи законодательством могут быть предусмотрены схожие средства правовой защиты от незаконного задержания и ареста. Так, в ряде испаноязычных стран эквивалентным средством правовой защиты от незаконного тюремного заключения является ампаро де либертад («защита свободы»).

## Англия
В Великой хартии вольностей статья 39 специально оговаривала неприкосновенность личной свободы. Правило хабеас корпус постоянно употреблялось с XV века. Вначале им пользовались как средством к восстановлению свободы, нарушенной частными лицами, в основном феодалами и их подчинёнными, но уже со времён Генриха VII оно стало применяться в случаях преследования личности со стороны Короны. Однако до закона 1679 года (Хабеас корпус акт) выпуск постановления хабеас корпус предоставлялся на усмотрение судей, которые сами не обладали независимостью. Дело выдачи такого постановления часто затягивалось; кроме того, невыполнение предписания судьи не влекло за собой никакой ответственности. Эта недостаточность правовых гарантий проявилась с особой силой в период абсолютистского правления Тюдоров и Стюартов. Именно несоблюдение этого принципа вызвало возмущение арестом Дж. Гемпдена в 1627 году и принятие резолюции палаты общин 29 марта 1628 года, в которой говорилось:

1. Ни один свободный человек не может быть арестован или задержан в тюрьме или иначе как-нибудь ограничен в своей свободе по приказанию короля или Тайного совета… если не будет указана какая-нибудь законная причина ареста, задержания или ограничения в свободе.
2. В приказе хабеас корпус не может быть отказано никому; он должен выдаваться по просьбе каждого лица, которое подвергается аресту, задержанию… по приказу короля, Тайного совета или кого-либо другого.
3. Если свободный человек будет арестован и заключён в тюрьму без указания законной причины, и если это будет установлено на основании хабеас корпус, выданного такому лицу, то оно должно быть или вовсе освобождено, или отпущено под залог.

Эти резолюции вошли в Петицию о праве 1628 года и в дальнейшем неоднократно повторялись в документах Английской революции.
В период реставрации Стюартов билль о хабеас корпус был внесён в палату общин в 1668 году, но не стал законом. Два других подобных билля были отклонены палатой лордов в 1670 и 1675 годах. Наконец, в 1679 году был издан Хабеас корпус акт, которым ограждались интересы личности от королевского произвола.
Британский юрист Альберт Вэнн Дайси (1835—1922) писал, что Хабеас корпус акт, принятый в 1679 году, «не провозглашает никаких принципов и не определяют никаких прав, но с практической точки зрения он стоит сотни конституционных статей, гарантирующих свободу личности».

## США
При издании акта 1679 года предполагалось, что его действие не распространяется на колонии, поэтому до 1700 года британское правительство отклонило несколько попыток колониальных властей ввести его в действие. После 1710 года политика изменилась, и коронные губернаторы Вирджинии (Александр Спотсвуд), Северной Каролины и Южной Каролины издали прокламации, распространяющее это право на колонии. Тем не менее, в момент появления декларации независимости США это право действовало только в Южной Каролине. По какой-то причине колонии уделяли мало внимания этому праву. Оно утвердилось в Мэриленде только в 1809 году, в Нью-Гэмпшире в 1815, в Род-Айленде в 1822, Коннектикуте в 1821 году, в Северной Каролине в 1836.
В США положения хабеас корпус включены в Конституцию; согласно ей, приостановка этого права возможна в случае вторжения или восстания. С другой стороны, это правило не распространяется на заключённых тюрьмы в Гуантанамо. Несмотря на то, что Конгресс США после первых трёх дел, оспоривших законность заключения (дела Хамди, Расула, Хамдана, Бумедьена), принял закон (2006), лишающий «боевиков»-иностранцев права на habeas corpus, суд признал применение этого закона неконституционным (2008), а именно нарушающим положение Конституции США о допустимой «приостановке» права habeas corpus. Суд также не нашёл уважительной аргументацию правительства, согласно которой действие Конституции не распространяется на Гуантанамо.